# Amigny
Amigny là một xã thuộc tỉnh Manche trong vùng Normandie tây bắc nước Pháp. Xã này nằm ở khu vực có độ cao trung bình 13 mét trên mực nước biển.
Dân số năm 2006 là 145 người.